# Grmič
Grmič je priimek v Sloveniji, ki ga je po podatkih Statističnega urada Republike Slovenije na dan 1. januarja 2010 uporabljalo 71 oseb in je med vsemi priimki po pogostosti uporabe uvrščen na 5.794 mesto.

## Znani nosilci priimka
- Vekoslav Grmič (1923—2005), rimskokatoliški škof, profesor teologije in publicist